# Mîhailo-Jukove, Bratske
Mîhailo-Jukove (în ucraineană Михайло-Жукове) este un sat în comuna Hrîhorivka din raionul Bratske, regiunea Mîkolaiiv, Ucraina.

## Demografie
Componența lingvistică a localității Mîhailo-Jukove
     Ucraineană (51,46%)
     Rusă (45,62%)
     Română (2,47%)
     Alte limbi (0,45%)
Conform recensământului din 2001, majoritatea populației localității Mîhailo-Jukove era vorbitoare de ucraineană (51,46%), existând în minoritate și vorbitori de rusă (45,62%) și română (2,47%).